# Bahnhof Freilassing
Der Bahnhof Freilassing ist ein Eisenbahnknoten im Südosten von Bayern an den Strecken Rosenheim–Salzburg, Mühldorf–Freilassing und Freilassing–Bad Reichenhall. Er liegt auf dem Gebiet der Stadt Freilassing im Landkreis Berchtesgadener Land. Als letzter deutscher Bahnhof an der Strecke nach Salzburg ist er Grenzbahnhof nach Österreich und verfügt über neun Bahnsteiggleise.
Die Königlich Bayerischen Staatseisenbahnen nahmen den Bahnhof 1860 mit der Strecke Rosenheim–Salzburg in Betrieb. Mit der Eröffnung der Strecke nach Bad Reichenhall 1866 wurde er zum Trennungsbahnhof, mit Eröffnung der Lokalbahn von Laufen 1890 schließlich zum Knoten. Von 1905 bis 2002 existierte in Freilassing ein Bahnbetriebswerk, dessen Gelände seit 2006 durch das Eisenbahnmuseum Lokwelt Freilassing genutzt wird. Am 15. Dezember 2014 wurde mit dem Haltepunkt Freilassing-Hofham an der Strecke nach Bad Reichenhall eine weitere Bahnstation innerhalb Freilassings in Betrieb genommen.

## Lage

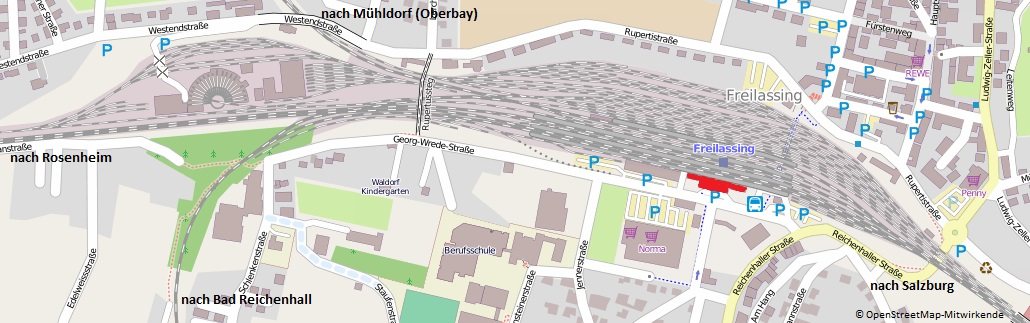
Umgebungskarte mit rot gekennzeichnetem Empfangsgebäude

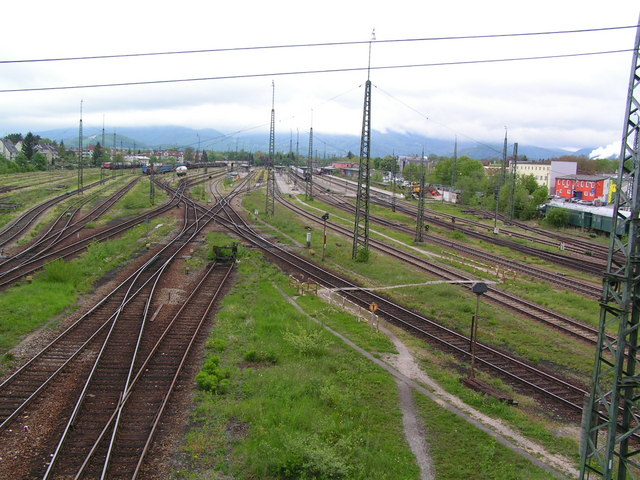
Blick vom Rupertussteg auf das Bahnhofsgelände

Der Bahnhof Freilassing liegt südlich des Stadtzentrums. Das Bahnhofsareal wird nördlich durch die Rupertusstraße, südlich durch die Bahnhofsstraße begrenzt. Im Westen stellt die Fußgängerbrücke Rupertussteg eine Verbindung zwischen Bahnhof- und Rupertusstraße her. Das Bahnhofsgebäude befindet sich südlich der Bahnanlagen und hat die Adresse Bahnhofstraße 4. Die Gleisanlagen erstrecken sich von Westen nach Osten über circa zwei Kilometer.
In Freilassing zweigen die Strecken nach Mühldorf (Oberbay) (VzG-Nummer 5723) und Bad Reichenhall (VzG-Nummer 5740) von der Strecke Rosenheim–Salzburg ab. Letztere hat die VzG-Nummer 5703 und ist eine elektrifizierte zweigleisige Hauptbahn mit internationalen Fernverkehr. Beide abzweigenden Strecken sind hingegen eingleisige Hauptbahnen ohne Fernverkehr, die nach Mühldorf ist zudem nicht elektrifiziert.

## Geschichte

### Der Weg zum Bahnanschluss

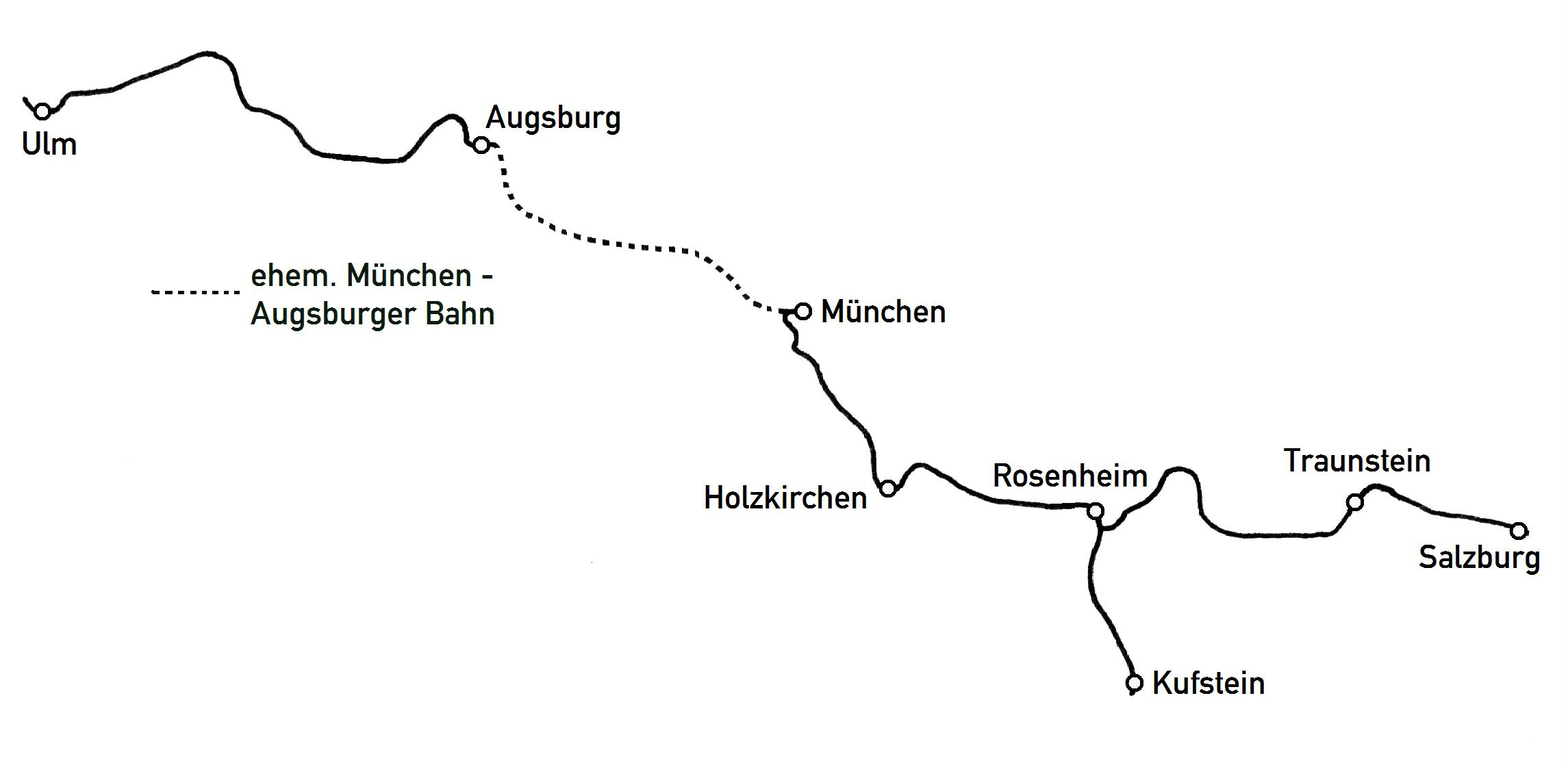
Der im Staatsvertrag 1851 vorgesehene Linienverlauf

1828 schlug Friedrich List erstmals den Bau einer Bahnstrecke von Günzburg über Augsburg, München, Rosenheim nach Salzburg vor. In Österreich sollte sich diese Strecke nach Wien und Triest fortsetzen. Aufgrund mangelndem Interesse der österreichischen Regierung und Geldmangel auf bayerischer Seite stellte man die Planungen für das Projekt 1838 ein.
Trotzdem setzte man Verhandlungen über eine mögliche Bahnstrecke mit Österreich fort. Nachdem eine Einigung erzielt werden konnte und sich Österreich verpflichtete eine Bahnstrecke von Salzburg nach Bruck an der Mur zu bauen, verhinderte Anfang der 1840er Jahre vorerst eine Wirtschaftskrise den Bau der Strecke. 1851 schlossen Bayern und Österreich schließlich einen Staatsvertrag, der die Staaten zum Bau einer Bahnstrecke von München über Salzburg nach Bruck an der Mur bis 1858 verpflichtete. Noch im selben Jahr begannen die Bauarbeiten auf bayerischer Seite. Aufgrund Verzögerungen bei den Erdarbeiten konnte die erste Probefahrt erst am 16. Juli 1860 stattfinden. Am 1. August 1860 wurde die Strecke feierlich eröffnet.

### Eröffnung und Entwicklung zum Eisenbahnknoten
Der Bahnhof Freilassing wurde im gleichnamigen Ortsteil der Gemeinde Salzburghofen errichtet. Die Gemeinde hatte zum Zeitpunkt der Eröffnung der Bahnstrecke weniger als hundert Einwohner, der Bahnhof war jedoch aufgrund der Nähe zur Grenze nach Österreich notwendig. Er erhielt ein dreistöckiges Empfangsgebäude mit Vordach, in diesem waren Warte- und Diensträume untergebracht. Für den Güter- und Personenverkehr waren fünf durchgehende Gleise vorhanden. Der Bahnhof verfügte zudem über eine Drehscheibe mit mehreren Abstellgleisen, eine Waage und eine Ladehalle. Die Laderampe war über eine Wagendrehscheibe mit den restlichen Gleisanlagen verbunden. An beiden Bahnhofsausfahrten in Richtung Salzburg und Rosenheim waren jeweils zwei kleine Wärterhäuschen vorhanden, die als Aufenthaltsraum für die Weichenwärter, die für die Bedienung der Weichen zuständig waren, dienten.
Die am 1. Juli 1866 eröffnete Strecke nach Reichenhall zweigte ursprünglich im Süden des Bahnhofs von der Salzburger Strecke ab. Sie hatte keine Änderungen im Gleisplan zur Folge, sie wurde mit einer zusätzlichen Weiche an die bisherigen Bahnanlagen angeschlossen. In den folgenden Jahren stieg das Güteraufkommen in Freilassing an, da sich hier aufgrund der günstigen Lage an der Bahnstrecke und zur Stadt Salzburg Industriebetriebe und kleinere Unternehmen ansiedelten. Da dadurch auch die Einwohnerzahlen der Gemeinde Salzburghofen anstiegen, gewann der Bahnhof auch im Personenverkehr mehr Bedeutung. Aufgrund der Grenznähe hielten auch fast alle Schnellzüge in Freilassing, der Bahnhof diente auch als Umsteigestation Richtung Bad Reichenhall.

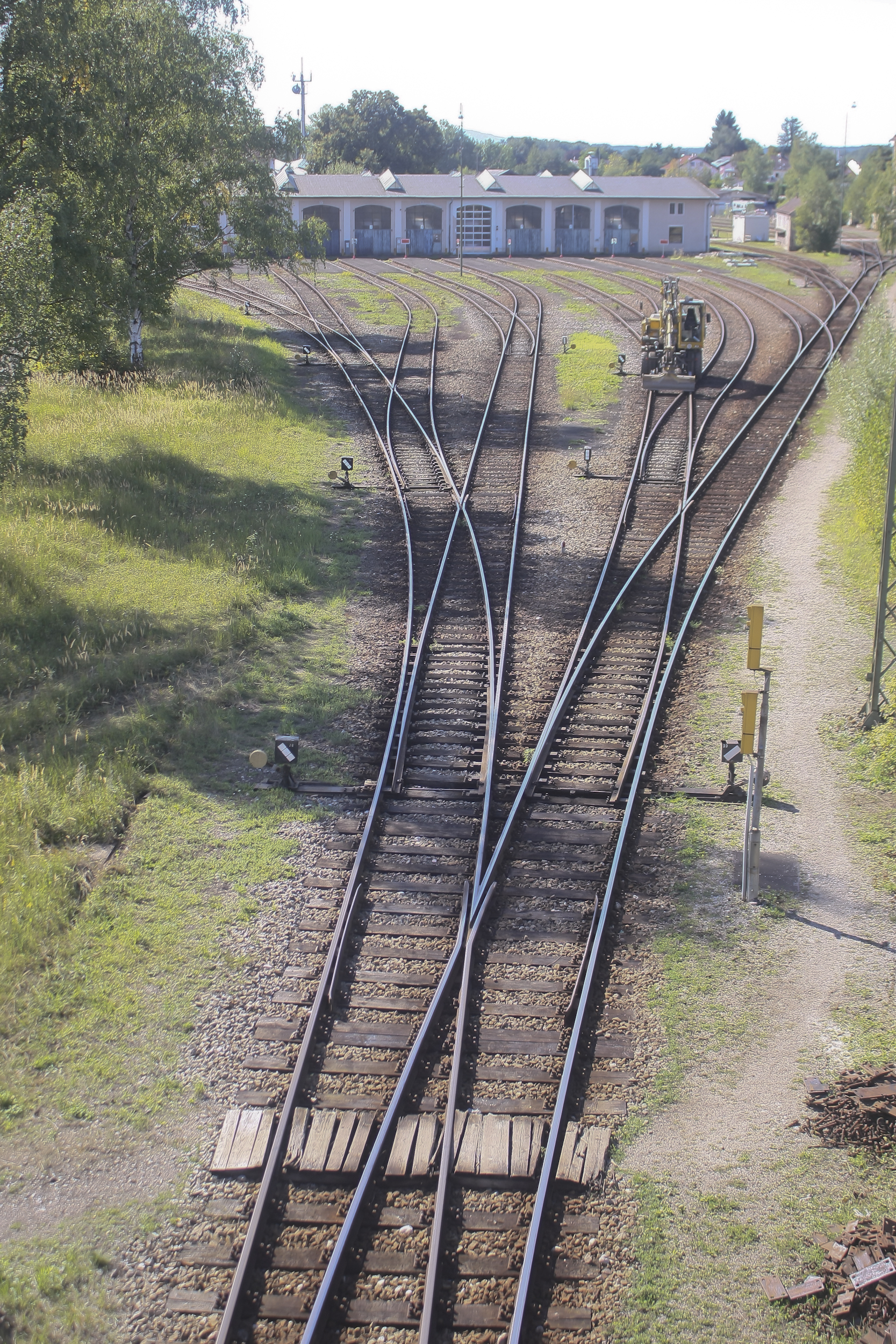
Rechteckschuppen des ehemaligen Bahnbetriebswerks

Ab 1889 bauten die Königlich Bayerischen Staatseisenbahnen den Bahnhof zur Einbindung der Stichbahn aus Laufen um, dabei wurden zwei neue Weichen und fast zwei Kilometer neue Gleise verlegt. Die Arbeiten wurde am 14. Juni 1890 mit der Eröffnung der Strecke abgeschlossen. 1893 verlegte man das bisher im Bahnhofsgebäude untergebrachte Postamt in ein eigenes Nebengebäude. Von 1895 bis 1897 folgten die nächsten Umbauten der Gleisanlagen, da die Strecke Rosenheim–Salzburg zweigleisig ausgebaut wurde. Die Königlich Bayerischen Staatseisenbahnen ließen die Gleisanlagen in Richtung Norden erweitern, für den zweigleisigen Ausbau mussten nochmals mehrere hundert Meter Gleis verlegt werden. Gleichzeitig verlegte man den Abzweig der Strecke nach Bad Reichenhall auf die gegenüberliegende Bahnhofsausfahrt, um den Fahrtrichtungswechsel der Züge aus Richtung Salzburg in Richtung Bad Reichenhall und umgekehrt zu vermeiden. Für diesen Umbau war die Neutrassierung der Strecke über einige Kilometer notwendig. Der zweigleisige Ausbau der Strecke Rosenheim–Salzburg war 1898 abgeschlossen.
1899 beschlossen die Königlich Bayerischen Staatseisenbahnen einen Teil der Wartungsanlagen für Wagen und Lokomotiven von Salzburg nach Freilassing zu verlegen. Da das Verkehrsaufkommen zuvor immer stärker zunahm, plante man ursprünglich die Betriebswerkstätten in Salzburg zu erweitern. Es stellte sich jedoch bald heraus, dass dies aufgrund von beengten Platzverhältnissen nicht mehr möglich war. Deshalb beschloss die bayerische Staatsregierung 1899 die Betriebswerkstätte und die Behandlungsanlagen für Dampflokomotiven nach Freilassing zu verlegen. 1902 wurde der Bau des an der Bahnhofsausfahrt in Richtung Rosenheim gelegenen Betriebswerks begonnen. Am 1. Oktober 1905 wurde es mit einem 20-ständigen Ringlokschuppen eröffnet. Neben mehreren Abstellgleisen und Behandlungsanlagen für die Dampflokomotiven waren auch Übernachtungsgebäude und Wohnhäuser für die Bahnbediensteten errichtet worden. 1904 wurden die Bahnsteige mit einer Unterführung miteinander verbunden. Zuvor musste man über ebenerdige Übergänge die Gleise überqueren. Mit der Inbetriebnahme der durchgehenden Bahnverbindung nach Mühldorf entstanden in Freilassing weitere Abstellgleise. Außerdem wurde die Zahl der Bahnsteige auf die heutige Zahl erhöht.

### Elektrifizierung und Betrieb zwischen den Weltkriegen
Mit Aufnahme des elektrischen Betriebs zwischen Salzburg und Berchtesgaden im Jahr 1916 wurde der Bahnhof Freilassing elektrifiziert. Am 20. April 1928 fuhren schließlich auch zwischen Rosenheim und Freilassing die ersten Elektrolokomotiven. Im Bahnbetriebswerk Freilassing wurden daraufhin Elektrolokomotiven beheimatet, für die ein eigener kleiner dreiständiger Lokomotivschuppen errichtet wurde. Die Drehscheibe mit dem Ringlokschuppen wurde wenige Jahre später ebenfalls elektrifiziert.
In den 1920er Jahren verfügte Freilassing bereits über 20 durchgehende Gleise sowie über einige weitere Stumpfgleise. Um 1925 wurde die Ladestraße und Laderampe ausgebaut und verlängert. Auch der Güterschuppen wurde für ein größeres Güteraufkommen ausgebaut. Bis 1945 überstand der Bahnhof den Zweiten Weltkrieg ohne größere Schäden. Kurz vor Ende des Kriegs wurde der Bahnhof am 25. April 1945 bei einem Luftangriff der Alliierten jedoch fast komplett zerstört. Neben den Bahnsteigen und den umliegenden Gleisanlagen fiel auch das Empfangsgebäude dem Bombenangriff zum Opfer. Da die Bombe während des planmäßigen Betriebes explodierte, wurden mehr als 70 Menschen getötet.

### Betrieb nach dem Zweiten Weltkrieg

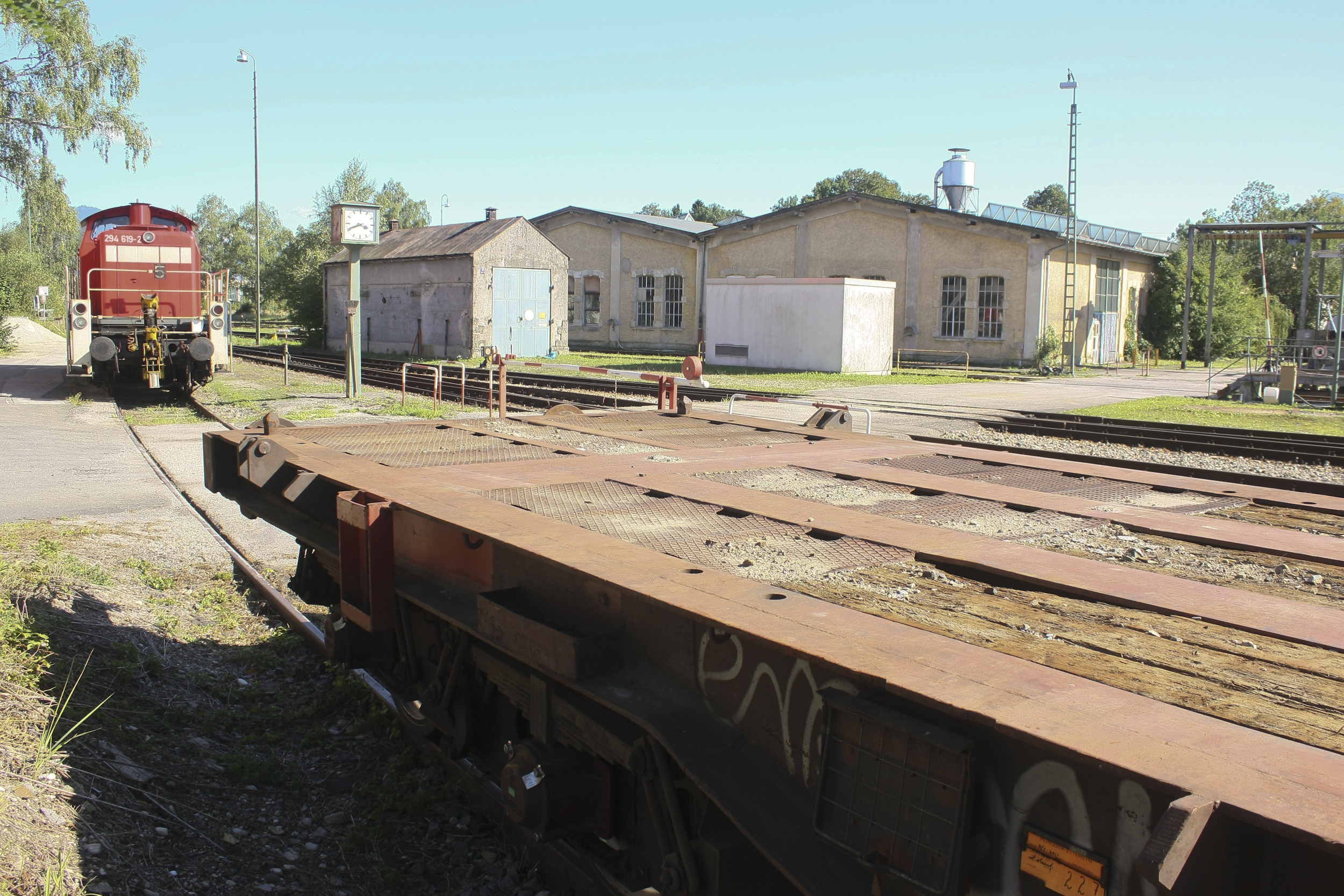
Rangierlokomotive am Bahnbetriebswerk

Nach dem Ende des Kriegs war die Bahnstrecke Rosenheim–Salzburg größtenteils nur eingleisig befahrbar, die in Freilassing abzweigenden Strecken mussten zeitweise komplett gesperrt werden. Da die Strecke von Rosenheim nach Salzburg auch für die amerikanischen Besatzer zur Versorgung des Militärs wichtig war, wurde sie noch im selben Jahr weitgehend wieder aufgebaut. Die Reste des zerstörten Empfangsgebäudes wurden abgerissen und durch ein Provisorium aus Holz, in dem man den Fahrkartenschalter und einige Diensträume unterbrachte, ersetzt. Für ein neues Bahnhofsgebäude fehlten der neu gegründeten Deutschen Bundesbahn die finanziellen Mittel. Erst 1953 konnte mit dem Bau begonnen werden, als die Finanzierung des 654.000 D-Mark teuren Bauwerks geklärt werden konnte. Nach dem Zweiten Weltkrieg stieg das zuletzt gesunkene Verkehrsaufkommen im Personen- und Güterverkehr wieder an.
1976 wurde der Rangierbahnhof Freilassing eine Außenstelle von Rosenheim. Bis in die 1980er Jahre ging die Menge der in Freilassing abgefertigten Güter stark zurück, 1988 wurden noch circa 30 Wagen täglich abgefertigt. Im November 1978 wurden die fünf mechanischen Stellwerke an den Bahnhofsausfahrten, im Empfangsgebäude und an den Abstellgleisen durch ein Spurplanstellwerk der Bauart SpDrS60 ersetzt. Der Fahrdienstleiter steuert seit 1978 auch den Bahnhof Hammerau an der Strecke nach Bad Reichenhall von Freilassing aus fern, durch das neue Stellwerk entfielen fast dreißig Arbeitsplätze. Von 1985 bis 1987 hielt in Freilassing der Flügelzug des TEE Rheingold.
Seit 1994 wird das Bahnbetriebswerk nicht mehr zur Wartung von Lokomotiven und Wagen verwendet. Mit Schließung der Lehrwerkstätte 1998 wurde es von der Deutschen Bahn endgültig aufgelöst. Im Jahr 2003 erwarb die Stadt Freilassing in Kooperation mit dem Deutschen Museum das Gelände. Die Sanierungs- und Aufbauarbeiten für das Museum „Lokwelt Freilassing“ begannen im Herbst 2004. Fast zeitgleich wurde der Verein „Freunde des Historischen Lokschuppens 1905 Freilassing e. V.“ gegründet, der das Museum tatkräftig unterstützt. Am 2. September 2006 wurde das Eisenbahnmuseum Lokwelt Freilassing offiziell für Besucher eröffnet.
Die Modernisierung des Bahnhofs mit einer Erhöhung der Bahnsteige begann 2022.

### Ausblick
Der Knoten Freilassing soll im Zuge des „Starterpakets“ der Digitalen Schiene Deutschland, als Teil des TEN-Kernnetzkorridors Skandinavien–Mittelmeer, bis 2030 mit Digitalen Stellwerken und ETCS ausgerüstet werden. Ein Vergabeverfahren für erste Planungsleistungen in den Netzbezirken Rosenheim und Freilassing wurde im September 2022 eingestellt.

## Aufbau

### Gleisanlagen

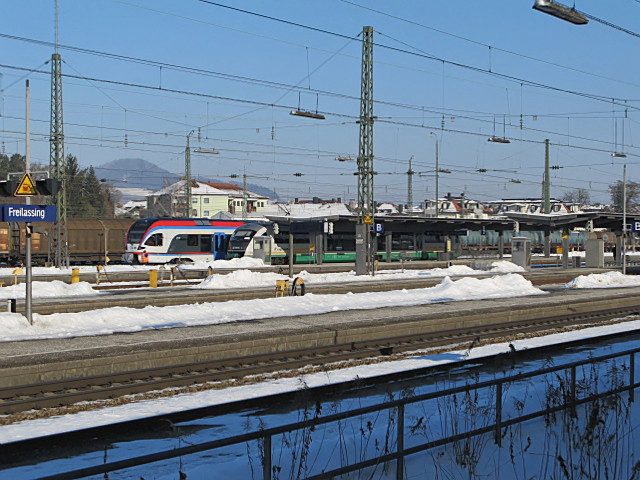
Gleisanlagen des Bahnhofs

1877 waren fünf durchgehende Gleise vorhanden. Für die Personenzüge nach Bad Reichenhall diente das Gleis 1, für die Hauptstrecke von Rosenheim nach Salzburg waren zwei weitere Bahnsteiggleise vorhanden. Für den Güterverkehr gab es eine Waage, eine Wagendrehscheibe, an die sich eine Laderampe anschloss, und einen Güterschuppen. Um 1910 verfügte der Bahnhof über zwölf beidseitig angeschlossene Gleise, in den 1920er und 1930er Jahren wurden die Gleisanlagen nochmals erweitert.
Seit 1950 verfügt der Bahnhof über 24 beidseitig angeschlossene Gleise. Sieben Durchgangsgleise liegen an drei Mittel- und einem Hausbahnsteig. Das Gleis 6 verfügt über keinen Bahnsteig. Das Gleis 6 war das frühere Lokgleis, das den Bahnhof direkt mit dem Bahnbetriebswerk verbunden hat. Mit der Auflösung des Bahnbetriebswerkes 1998 wird diese Verbindung nicht mehr benötigt. Seither wird das Gleis 6 nur noch als Abstellgleis genutzt. Jeder Bahnsteig ist überdacht und verfügt über digitale Zugzielanzeiger. Die Bahnsteige sind über eine Fußgängerunterführung mit dem Hausbahnsteig verbunden. Es besteht nur teilweise ein stufenfreier Zugang zum Bahnsteig, da die Unterführung nur über Treppen erreichbar ist. Das bis heute öffentlich zugängliche Empfangsgebäude beherbergt ein Reisezentrum. Für den Güterverkehr und für das Abstellen von Personenzügen sind gegenüber dem Empfangsgebäude 15 weitere Abstellgleise vorhanden.
Seit 2017 besitzt der Bahnhof einen zusätzlichen Inselbahnsteig mit den Stumpfgleisen 96/97 für die in Freilassing endenden/beginnenden S-Bahnen der S2/S3.
| Gleis | Bahnsteiglänge | Bahnsteighöhe | Aktuelle Nutzung                                                                                            |
| ----- | -------------- | ------------- | --- |
| 1     | 421 m          | 38 cm         | S-Bahn in Richtung Salzburg und Berchtesgaden Hbf                                                           |
| 2     | 421 m          | 22 cm         | Eurocity und BRB in Richtung Salzburg                                                                       |
| 3     | 421 m          | 22 cm         | S-Bahn in Richtung Bad Reichenhall                                                                          |
| 4     | 381 m          | 76 cm         | Eurocity und BRB in Richtung Rosenheim                                                                      |
| 5     | 381 m          | 76 cm         | vereinzelt Regionalbahnen in Richtung Mühldorf (Oberbay) und Traunstein, S-Bahn in Richtung Bad Reichenhall |
| 7     | 210 m          | 55 cm         | Regionalbahn aus Mühldorf (Oberbay) Richtung Salzburg                                                       |
| 8     | 210 m          | 55 cm         | Regionalbahn nach Mühldorf (Oberbay)                                                                        |
| 96    | 155 m          | 55 cm         | S-Bahn in Richtung Salzburg                                                                                 |
| 97    | 155 m          | 55 cm         | S-Bahn in Richtung Salzburg                                                                                 |

### Stellwerke

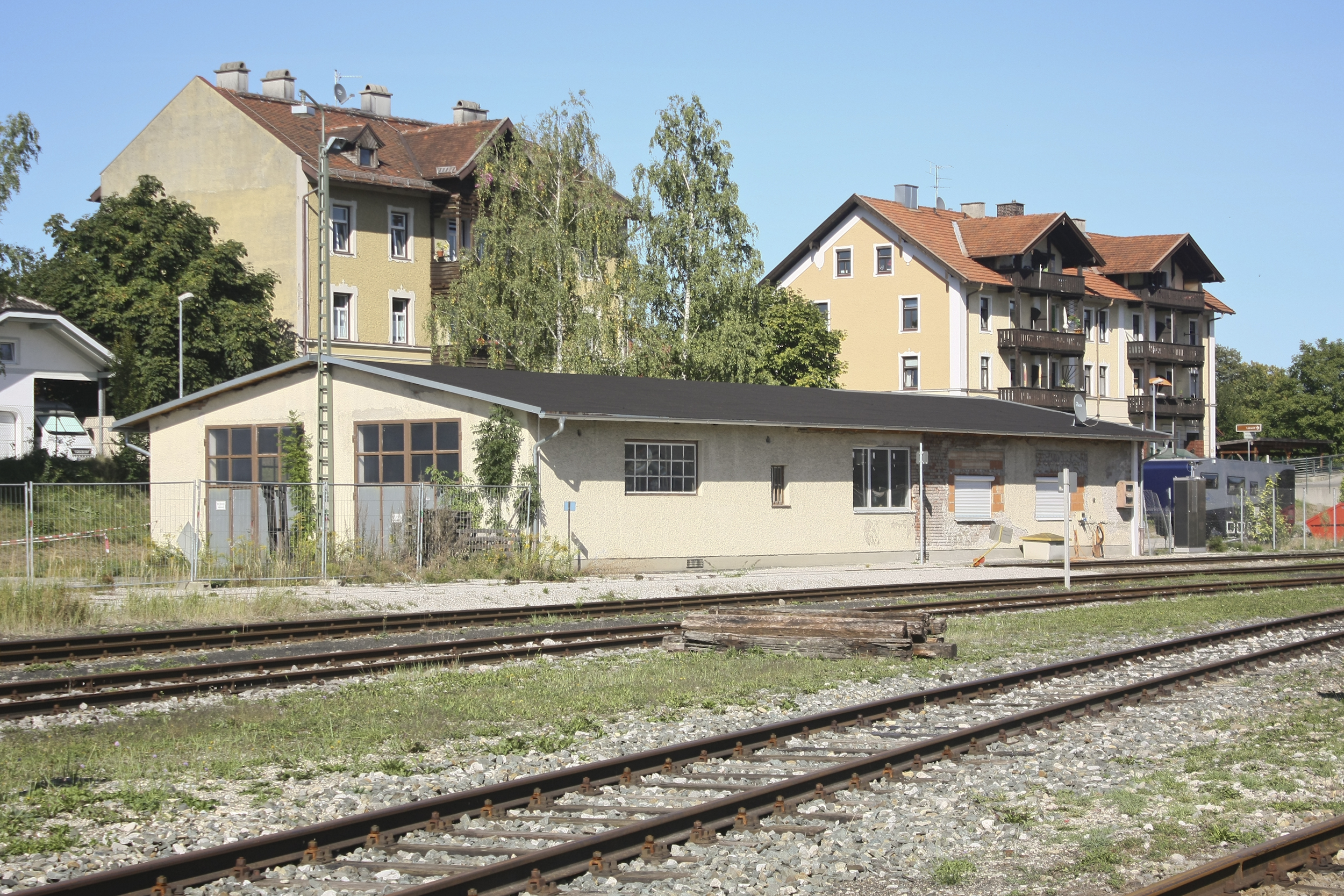
Werkstatt des ehemaligen Bahnbetriebswerks

In den Anfangsjahren wurden die Weichen des Bahnhofs vor Ort durch Weichenwärter gestellt. Um 1900 nahmen die Königlich Bayerischen Staatseisenbahnen ein Befehlsstellwerk im Empfangsgebäude und zwei Weichentürme in Betrieb. Die beiden Weichentürme waren mechanische Stellwerke und dienten als Wärterstellwerke. Mit den Erweiterungen der Gleisanlagen entstanden weitere Stellwerke, die für die Bedienung des Rangierbahnhofs und des Bahnbetriebswerk zuständig waren. Nach dem Zweiten Weltkrieg waren fünf Stellwerke vorhanden. 1978 wurden die mechanischen Stellwerke durch ein Spurplanstellwerk der Bauart SpDrS60 ersetzt, vier Weichentürme wurden kurz darauf abgebrochen. Das ehemalige Stellwerk 2 in der Nähe des Bahnbetriebswerks ist bis heute erhalten und beherbergt das Vereinsheim eines Modellbahnclubs. Das neue Stellwerk stellt neben dem Bahnhof Freilassing auch den Bahnhof Hammerau fern und das Stellwerk in Teisendorf wird ferngesteuert.

### Bahnbetriebswerk
Von 1902 bis 1905 wurde das Freilassinger Bahnbetriebswerk errichtet. Das Betriebswerk verfügte neben dem 20-ständigen Ringlokschuppen samt Drehscheibe über ein eigenes Elektrizitätswerk sowie weitere Werkstätten und Einrichtungen zur Unterhaltung und Wartung von Eisenbahnwagen, Triebwagen und Lokomotiven. Die Deutsche Bahn AG nutzte das Gelände bis 1994. Im Jahr 1998 schloss die Deutsche Bahn auch die noch bestehende Lehrwerkstätte. Die Gebäude wurden im gleichen Jahr unter Denkmalschutz gestellt. Das Gebäude beherbergt seit 2006 das Eisenbahnmuseum Lokwelt Freilassing.

## Verkehr

### Schienenverkehr
In Freilassing treffen die folgenden vier Kursbuchstrecken der Deutschen Bahn aufeinander:
- 945[18]: Landshut – Vilsbiburg – Neumarkt St-Veit – Mühldorf – Garching – Laufen – Freilassing – Salzburg
- 951[19]: München – Grafing – Rosenheim – Bad Endorf – Prien – Traunstein – Teisendorf – Freilassing – Salzburg
- 951.1[20]: Freilassing – Salzburg (Gesamtverkehr)
- 954[21]: Salzburg – Freilassing – Piding – Bad Reichenhall – Bischofswiesen – Berchtesgaden

#### Fernverkehr
1869 wurde Freilassing von vier Schnellzügen der Relation München–Salzburg bedient. 1910 hielten in Freilassing fünf Fernzüge, davon ein Durchgangszug und vier Schnellzüge. Der Durchgangszug verkehrte von München nach Salzburg und führte Kurswagen nach Wien und Triest mit. Die anderen Schnellzüge fuhren ebenfalls von München nach Salzburg und verfügten meist über zusätzliche Kurswagen nach Berchtesgaden. Ein Schnellzug hatte einen Kurswagen nach Wien. 1934 bedienten den Bahnhof Freilassing acht Fernzugpaare. Der einmal täglich verkehrende D 18/35 verband Freilassing mit Paris, Saarbrücken, Karlsruhe, Stuttgart, München, Wien, Budapest und Istanbul. Zusätzlich bestanden mit den Zugpaaren D 13/14, D 15/16 und D 37/38 Verbindungen in Richtung Villach, Klagenfurt, Zagreb und Paris. Die drei Zugpaare führten teilweise Kurswagen nach Berchtesgaden mit, die in Freilassing umgestellt wurden. Der D 11/12 fuhr von Salzburg nach München, wobei in Freilassing ein Kurswagen aus Berchtesgaden zugestellt wurde. Der D 17/20 verband Berchtesgaden mit München. Der Orient-Express von Paris nach Istanbul (L 5/6) durchfuhr den Bahnhof ohne Halt. Auf der Strecke nach Mühldorf verkehrten 1934 zwei Schnellzüge, die von Berlin über Hof, Regensburg und Landshut nach Berchtesgaden, Bad Reichenhall oder Triest verkehrten. 1945 wurde Freilassing nur noch von sechs Fernzugpaaren bedient. Der durchgehende Zug von München nach Berchtesgaden und ein Schnellzug von Berlin nach Berchtesgaden über die Mühldorfer Strecke entfiel, der andere Zug fuhr nach Klagenfurt anstatt nach Triest. Direktverbindungen von Freilassing nach Berlin, Villach, Paris, Wien und Straßburg blieben erhalten.

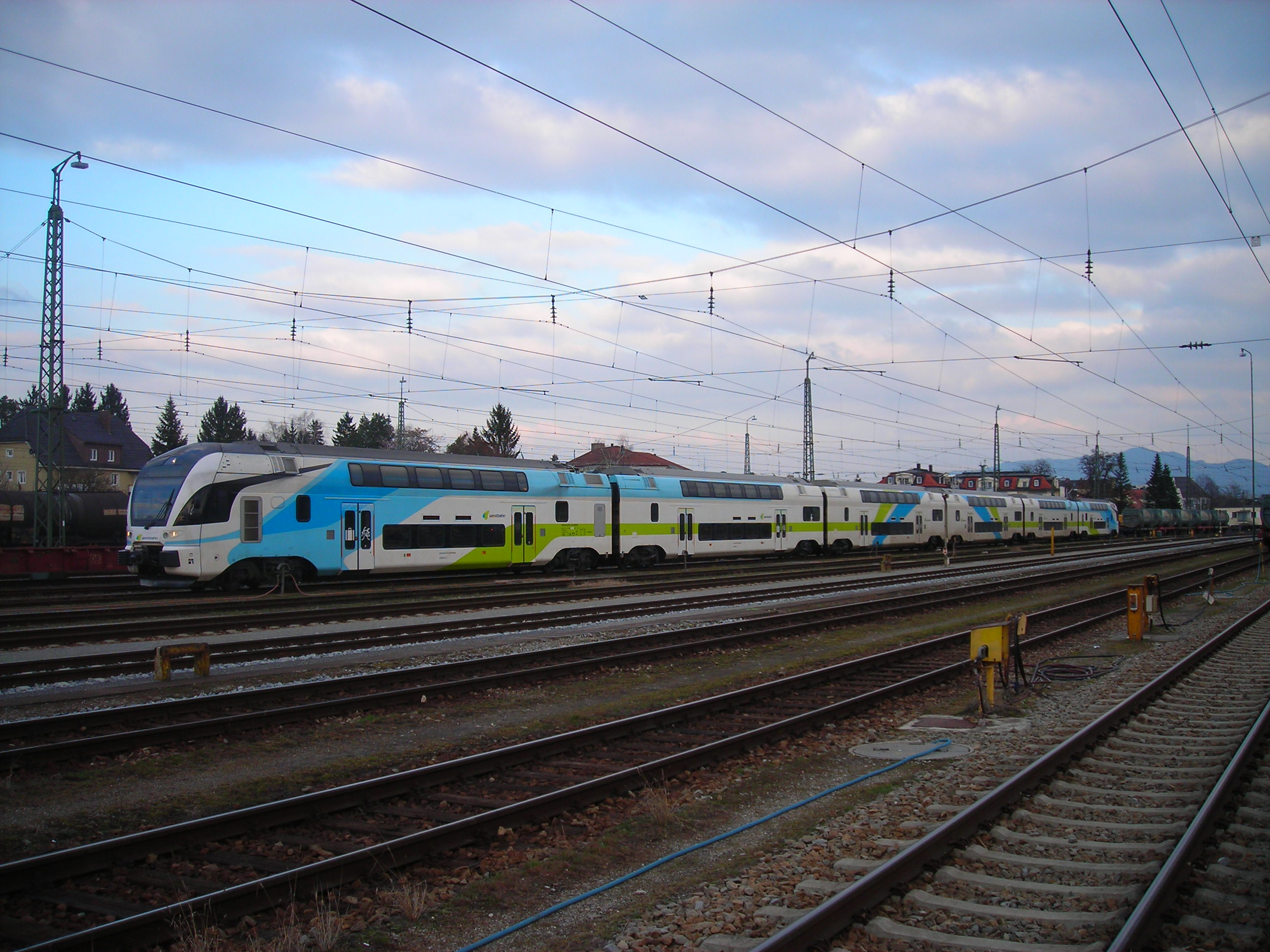
Zug der WESTbahn in Freilassing

Nach der Wiederaufnahme des Betriebs nach dem Zweiten Weltkrieg blieb die Anzahl der in Freilassing haltenden Fernzüge weitgehend konstant. Der Fernverkehr auf der Strecke von Freilassing nach Mühldorf entfiel. Es wurden statt der Kurswagen der Salzburger Züge nach Berchtesgaden einzelne nur nach Berchtesgaden fahrende Schnellzüge eingerichtet. Seit Anfang der 1980er Jahre wurde Freilassing auch von TEE-Zügen bedient, der Flügelzug des Rheingold verkehrte von Salzburg über Freilassing nach Amsterdam. 1986 wurde Freilassing neben dem TEE-Zugpaar von fünf Schnellzügen und einem Fern-Express-Zug (FD), die auf der Relation München–Salzburg verkehrten, bedient. Von München nach Berchtesgaden gab es zusätzlich zwei FD-Züge. Die Schnellzüge stellten direkte Verbindungen nach Paris, Karlsruhe, Stuttgart, Salzburg und Villach her. Der FD Wörthersee, der heute als Eurocity verkehrt, fuhr von Dortmund nach Klagenfurt. Der heute als Intercity verkehrende FD Königssee fuhr von Hamburg nach Berchtesgaden, der heute eingestellte FD Berchtesgadener Land von Dortmund nach Berchtesgaden.
Von Dezember 2011 bis Dezember 2013 endeten die Züge der WESTbahn aufgrund der Umbaumaßnahmen statt im Salzburger Hauptbahnhof in Freilassing.
Seit 2014 wird Freilassing täglich von acht Fernzugpaaren der Deutschen Bahn bedient. Sie verkehren von München nach Klagenfurt, von Saarbrücken nach Graz und von Frankfurt nach Salzburg. Der Eurocity Wörthersee fährt von Münster über Dortmund und Stuttgart nach Klagenfurt. Diese Eurocitys nach Klagenfurt bzw. München wurden im Dezember 2016 großteils durch Railjets ersetzt. Nach Berchtesgaden und nach München verkehrt einmal täglich der Intercity Königssee von Hamburg-Altona über Hannover, Kassel, Würzburg und München nach Berchtesgaden, der zwischen Freilassing und Berchtesgaden als Regional-Express verkehrt.
| Zuggattung   | Streckenverlauf | Streckenverlauf | Taktfrequenz    |
| ------------ | --- | --- | --------------- |
| IC 26        | Königssee: Hamburg-Altona – Hamburg – Hannover – Göttingen – Kassel-Wilhelmshöhe – Fulda – Würzburg – Ansbach – Treuchtlingen – Donauwörth – Augsburg – München Ost – Rosenheim – Traunstein – Freilassing – Berchtesgaden | Königssee: Hamburg-Altona – Hamburg – Hannover – Göttingen – Kassel-Wilhelmshöhe – Fulda – Würzburg – Ansbach – Treuchtlingen – Donauwörth – Augsburg – München Ost – Rosenheim – Traunstein – Freilassing – Berchtesgaden | ein Zugpaar     |
| EC 32        | Wörthersee: Münster – Recklinghausen – Gelsenkirchen - Essen – Duisburg – Düsseldorf – Köln – Bonn – Koblenz – Mainz – Frankfurt – Mannheim – Heidelberg – Stuttgart – Ulm – Augsburg – München (Ost) – Rosenheim – Traunstein – Freilassing – Salzburg – Golling-Abtenau – Bischofshofen – Schwarzach-St. Veit – Bad Gastein – Klagenfurt | Wörthersee: Münster – Recklinghausen – Gelsenkirchen - Essen – Duisburg – Düsseldorf – Köln – Bonn – Koblenz – Mainz – Frankfurt – Mannheim – Heidelberg – Stuttgart – Ulm – Augsburg – München (Ost) – Rosenheim – Traunstein – Freilassing – Salzburg – Golling-Abtenau – Bischofshofen – Schwarzach-St. Veit – Bad Gastein – Klagenfurt | ein Zugpaar     |
| IC 60        | Karlsruhe – Stuttgart – Ulm – Augsburg – München – München Ost – Rosenheim – Traunstein – Freilassing – Salzburg | Karlsruhe – Stuttgart – Ulm – Augsburg – München – München Ost – Rosenheim – Traunstein – Freilassing – Salzburg | ein Zugpaar     |
| ICE/RJ/EC 62 | Frankfurt – Heidelberg – | Stuttgart – Ulm – Augsburg – München – Rosenheim – Traunstein – Freilassing – Salzburg (– Klagenfurt / Graz / Linz) | Zweistundentakt |
| ICE/RJ/EC 62 | Saarbrücken – Mannheim – | Stuttgart – Ulm – Augsburg – München – Rosenheim – Traunstein – Freilassing – Salzburg (– Klagenfurt / Graz / Linz) | Zweistundentakt |

#### Nahverkehr

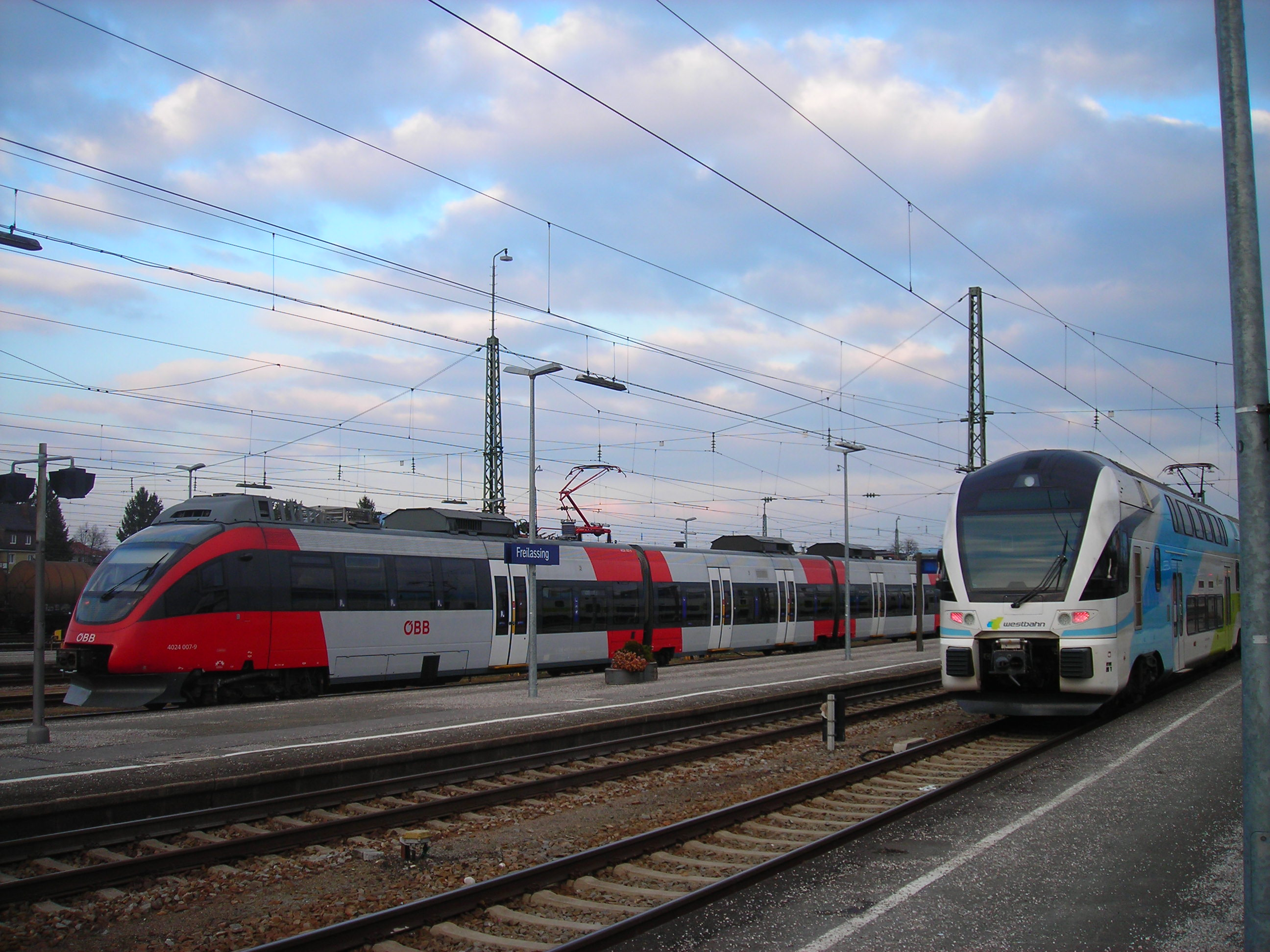
Ein Stadler KISS der WESTbahn (rechts) und eine TALENT-Garnitur der S-Bahn Salzburg (links) in Freilassing

1869 hielten in Freilassing täglich zwei Nahverkehrszüge, die auf der Strecke Rosenheim–Salzburg verkehrten. Zusätzlich gab es zwei Güterzüge mit Personenbeförderung jedoch mit deutlich längeren Fahrzeiten. Zwischen Salzburg und Bad Reichenhall fuhren täglich sechs Personenzüge. 1934 wurde Freilassing täglich von 44 Nahverkehrszügen bedient. Zwischen München und Salzburg verkehrten 18 Personenzüge. In Richtung Bad Reichenhall verkehrten ungefähr zehn Personenzüge. Von und nach Mühldorf fuhren täglich 16 Personenzüge. 1945 verkehrten auf der Strecke Rosenheim–Salzburg noch 14 Züge. In Richtung Bad Reichenhall fuhren weiterhin circa zehn Personenzüge täglich, in Richtung Mühldorf sieben Zugpaare.
Seit 2014 wird Freilassing von ungefähr 140 Nahverkehrszügen der Südostbayernbahn, der Berchtesgadener Land Bahn, der BRB Chiemgau-Inntal und der Österreichischen Bundesbahnen bedient. Auf der Strecke Freilassing–Mühldorf verkehren im Stundentakt Regionalbahnen der DB RegioNetz Verkehrs GmbH (Südostbayernbahn) von Salzburg oder Freilassing nach Mühldorf und zweistündlich weiter nach Landshut. Die Regionalbahnen werden mit Dieseltriebwagen der Baureihe 628 gefahren. Zwischen München und Salzburg verkehren im Stundentakt Züge der BRB Chiemgau-Inntal mit Triebwagen des Typs Flirt 3. Anfangs waren nicht alle Mängel an den Zügen behoben, sodass bis April 2014 noch Ersatzgarnituren wie n-Wagen-Züge von DB Regio zum Einsatz kommen. Im Stundentakt verkehrt auf der Strecke Freilassing–Bad Reichenhall die S-Bahn-Linie 4. Zusätzlich verkehrt im Stundentakt (werktags zwischen Freilassing und Golling-Abtenau zum Halbstundentakt verdichtet) die S-Bahn-Linie 3 von Salzburg nach Berchtesgaden. 
| Zuggattung/ Linie | Streckenverlauf | Taktfrequenz                         |
| ----------------- | --- | ------------------------------------ |
| RB45              | (Landshut – Vilsbiburg – Neumarkt-St. Veit –) Mühldorf – Garching – Freilassing (– Salzburg)                         | Stundentakt                          |
| RE5               | München – Rosenheim – Prien – Traunstein – Teisendorf – Freilassing – Salzburg                                       | Stundentakt                          |
| S-Bahn Salzburg   | Freilassing – Piding – Bad Reichenhall – Bischofswiesen – Berchtesgaden                                              | Stundentakt                          |
| S-Bahn Salzburg   | (Bad Reichenhall – Piding –) Freilassing – Salzburg – Hallein – Golling-Abtenau (– Schwarzach-St. Veit – Saalfelden) | Stundentakt (Mo–Sa: Halbstundentakt) |
| /R/REX            | Linz – Wels – Straßwalchen – Seekirchen – Salzburg – Freilassing                                                     | Stundentakt                          |

(Stand 2021)

#### Güterverkehr
Nach der Eröffnung des Bahnhofs waren in Freilassing eine Laderampe und ein Güterschuppen vorhanden. Der Güterverkehr war damals auf das örtliche Verkehrsaufkommen begrenzt. Als Grenzbahnhof wurde Salzburg Hauptbahnhof bestimmt, sodass dort auch die Zollabfertigung abgewickelt wurde. Mit dem Bau der Nebenbahnen nach Laufen und Bad Reichenhall entstanden in Freilassing weitere Gleise für den Güterverkehr. Die Züge in Richtung Laufen und Bad Reichenhall mussten nun in Freilassing gebildet werden. Auch der örtliche Stückgutverkehr gewann an Bedeutung, da sich in Freilassing Industrien unter anderem zur Weiterverarbeitung von Holz und Salz ansiedelten. Für den Güterverkehr waren um 1910 vier durchgehende Gleise und mehrere Stumpfgleise vorhanden. Das Verkehrsaufkommen stieg in den folgenden Jahren weiter an, sodass nach dem Ersten Weltkrieg die Gleisanlagen nochmals erweitert wurden. Für die Rangierarbeiten stand eine eigene Lokomotive zur Verfügung. Nach dem Zweiten Weltkrieg wurden Freilassing kurzzeitig die Funktionen des Grenzbahnhofs übertragen. Der Bahnhof war nun für die Zugbildung der Züge in Richtung Rosenheim und für die Zollabfertigung zuständig. Mit 15.000 abzufertigenden Wagen pro Monat wurde der Bahnhof jedoch überlastet, weshalb die Zollabfertigung im September 1948 wieder zurück nach Salzburg verlegt wurde. Um 1950 wurden in Freilassing circa 5000 Wagen monatlich abgefertigt. Der örtliche Güterverkehr ging in den folgenden Jahren langsam zurück, 1970 verließen monatlich knapp über 500 Wagen den Bahnhof. Durch die Aufgabe des Stückgutverkehrs auf den angrenzenden Nebenbahnen verlor Freilassing immer mehr seine Bedeutung als Rangierbahnhof, um 2000 wurde der Stückgutverkehr auch in Freilassing aufgegeben. Als Rangierbahnhof dient der Bahnhof bis heute, in Freilassing erfolgt zum Beispiel der Lokwechsel bei Zügen nach Mühldorf.

### Busverkehr
Beide Linien des Freilassinger StadtBus, die als 81 und 82 bezeichnet werden, bedienen den Bahnhof und verbinden diesen mit nahezu allen anderen Stadtteilen. Außerdem halten am Freilassinger Bahnhof acht Regionalbuslinien des Regionalverkehrs Oberbayern (RVO), die nach Laufen, Bad Reichenhall, Salzburg, Berchtesgaden und Teisendorf führen.

## Tarif
Der Bahnhof Freilassing ist nicht direkt in einen Verkehrsverbund integriert, da im Landkreis Berchtesgadener Land noch die Haustarife der jeweiligen Verkehrsunternehmen gelten. Jedoch gilt im grenzüberschreitenden Verkehr von und zu Zielen im Salzburger Land ein Übergangstarif des Salzburger Verkehrsverbunds (SVV). Dieser ordnet das Stadtgebiet von Freilassing der Tarifzone 18051 zu.